# Landesarchiv Thüringen

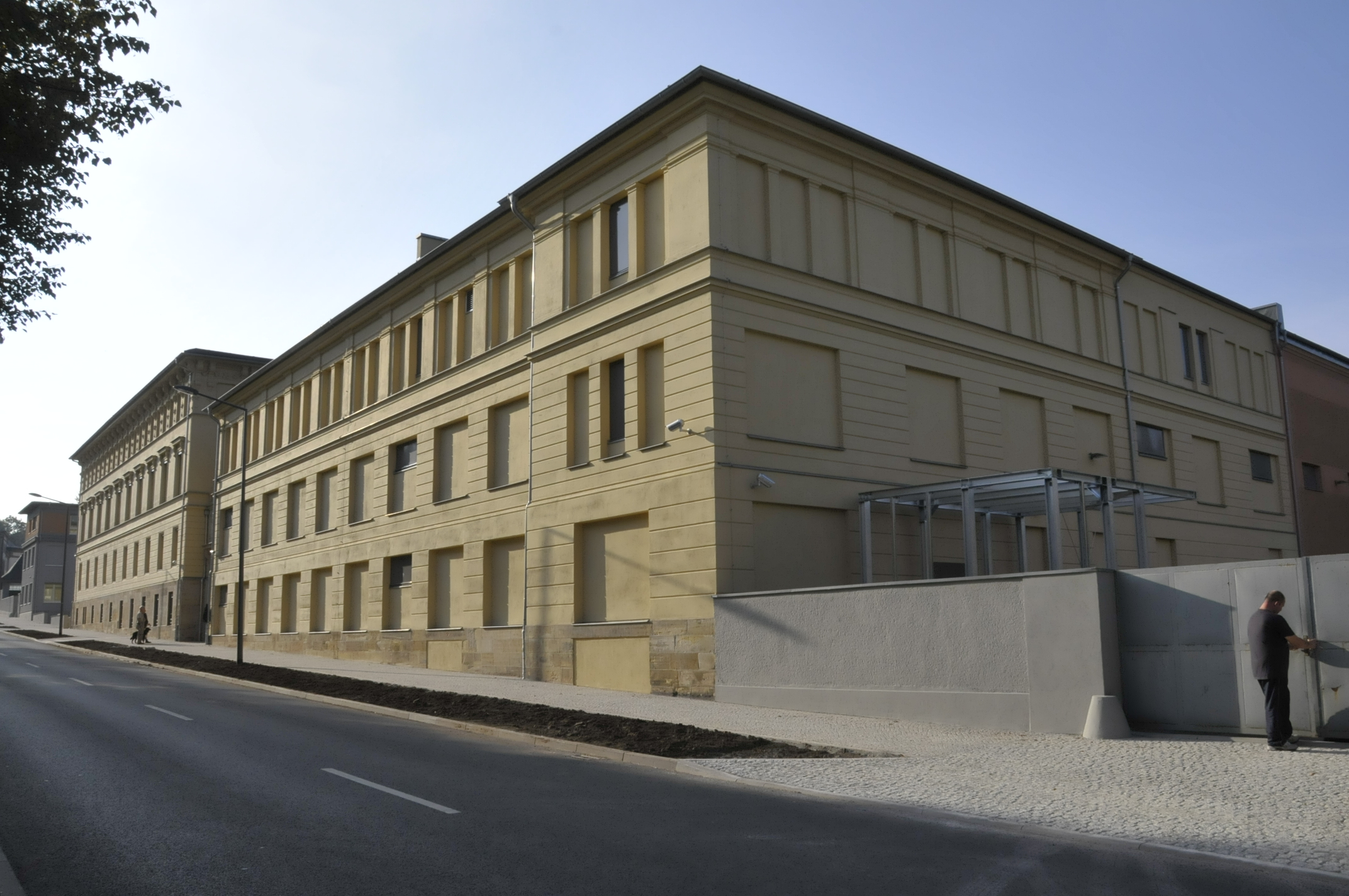
Staatsarchiv Gotha

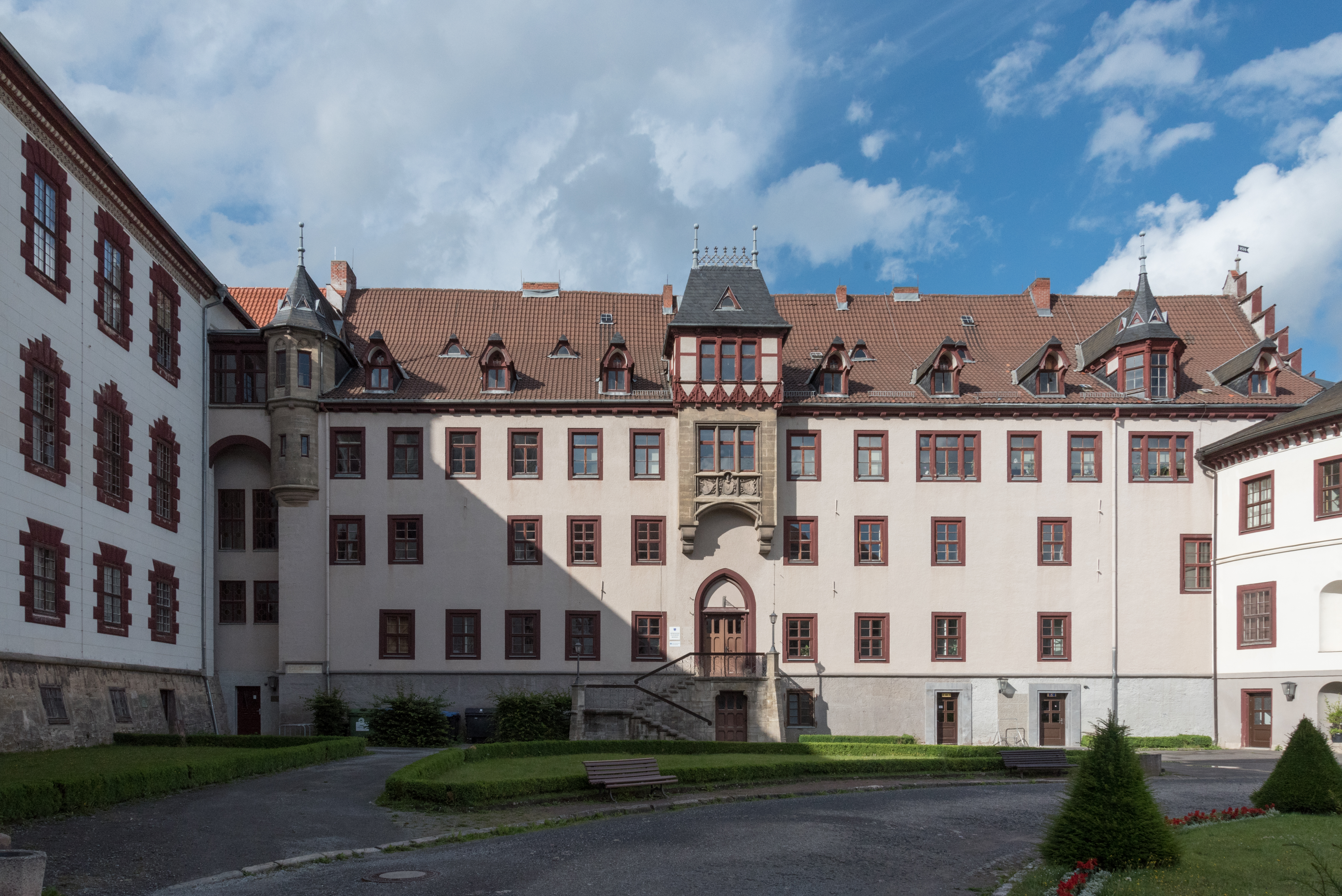
Staatsarchiv Meiningen

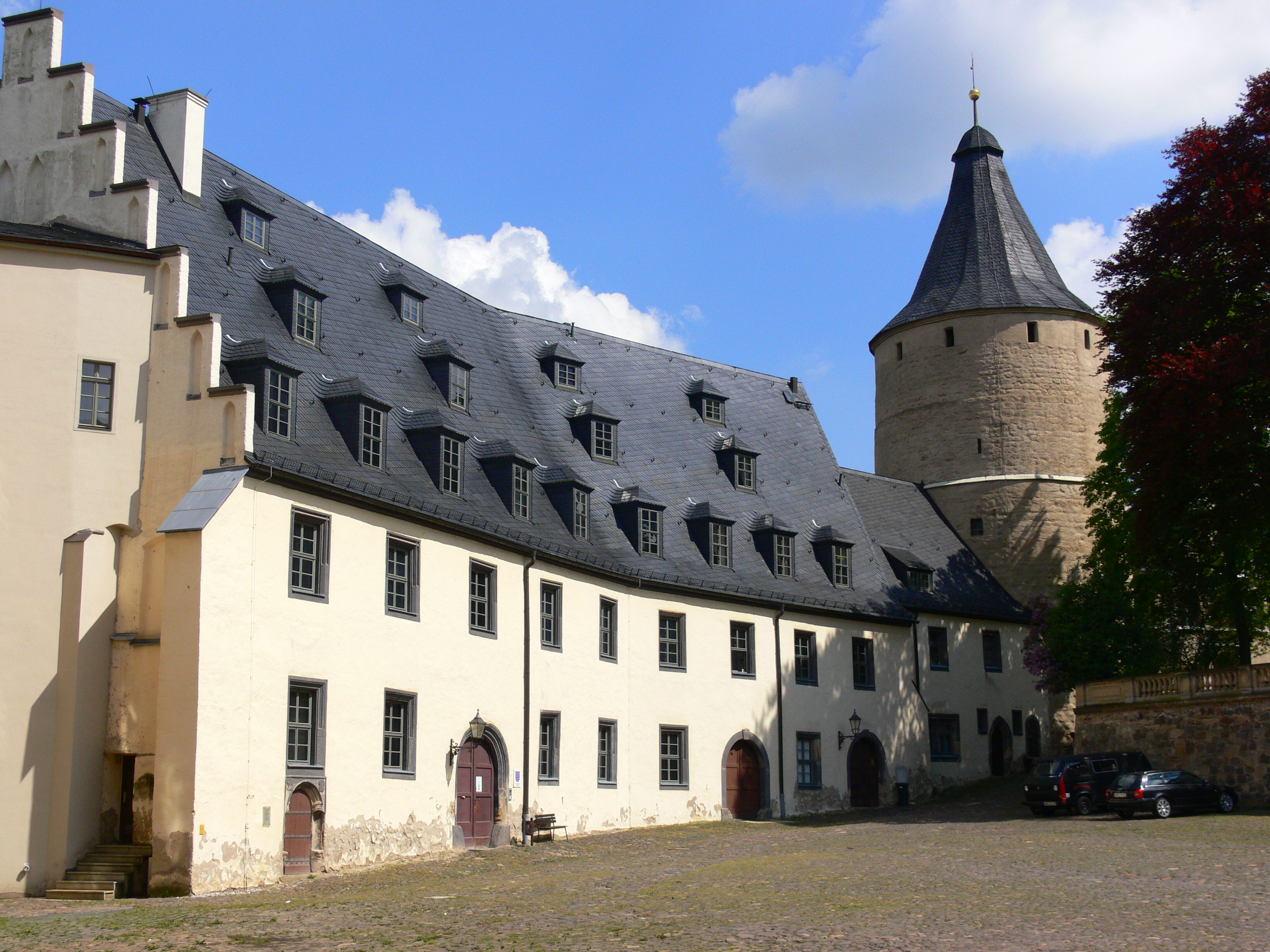
Staatsarchiv Altenburg

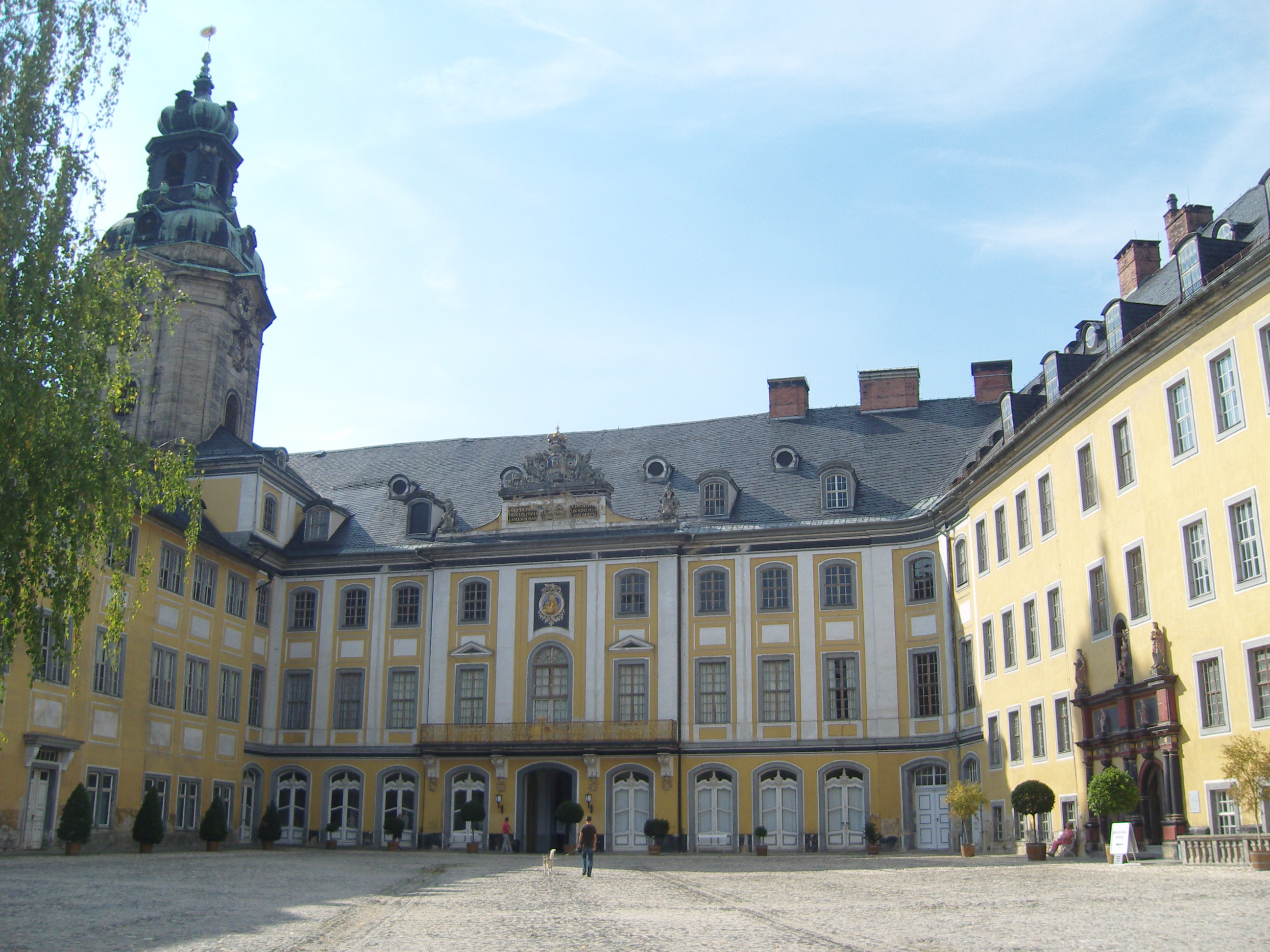
Staatsarchiv Rudolstadt im Residenzschloss Heidecksburg

Das Landesarchiv Thüringen ist eine Oberbehörde des Freistaates Thüringen, die der Thüringer Staatskanzlei unterstellt ist und sich im Gebäudekomplex Marstall im Stil der Neorenaissance befindet. Sie entstand 2016 im Zuge der Reform des Landesarchivgesetzes. Dabei wurden die sechs bis dahin gleichrangig eigenständigen Staatsarchive zusammengefasst. Sie bewahren Archivgut aus circa 8 Jahrhunderten. Der Bestand misst etwa 65 Lagerkilometer.

## Geschichte
Die Staatsarchivstruktur des Landes Thüringen beruht auf der staatlichen Gliederung vor der Aufhebung der Monarchie in Deutschland. Nach der Gründung Thüringens 1923 entstand sie in Anlehnung der damaligen Gebietsherrschaftsstruktur, der schließlich 1932 durch die Thüringer Archivordnung auch ein erster eigener gesetzlicher Rahmen gegeben wurde.
1952 kam es zur Auflösung der Länder im Bereich der DDR. Auf dem Staatsgebiet Thüringens entstand der Bezirk Gera für den das Archiv in Rudolstadt zuständig war, der Bezirk Erfurt für den das Archiv in Weimar die anfallenden Archivalien aufnahm sowie der Bezirk Suhl, für den das Archiv in Meiningen zuständig war. Die verbleibenden Staatsarchive wurden als historische Archive im Bestand erhalten.
Nach der Wiedervereinigung 1990 wurde das Archivwesen im neuen Land Thüringen mit sechs Staatsarchiven wiederhergestellt. Als Rechtsgrundlage wurde das Thüringer Gesetz über die Sicherung und Nutzung von Archivgut vom 23. April 1992 geschaffen. Seit 2014 übt die Staatskanzlei als oberste Behörde die Aufsicht aus und 2016 wurden die Archive unter dem Landesarchiv vereinigt. Dabei folgte es unter anderem dem Beispiel des Landesarchives Baden-Württemberg.
Die Bestände des Hauptstaatsarchivs Weimar gehen bis auf das Jahr 1547 zurück. Ein Manuskript von Luthers Rede vor dem Reichstag in Worms aus dem Jahr 1521 (heute UNESCO-Weltkulturerbe), Goethes amtliche Schriften und die Akten des Staatlichen Bauhauses Weimar von 1919 bis 1926 zählen zu den wichtigsten Beständen. In den Akten des Konzentrationslagers Buchenwald wird staatliches Unrecht greifbar, anhand von Personalakten aus den Ministerien des Landes Thüringen von 1920 bis 1952 können Biografien und Familiengeschichte erforscht werden. Der Alltag in der DDR wird etwa durch eine umfangreiche Fotosammlung der Parteien und Massenorganisationen dokumentiert.

## Standorte und Organisation
Neben den sechs Abteilungen, die den ehemalig eigenständigen Staatsarchiven entsprechen, gibt es auf der Ebene des Landesarchives neben einer Stabsstelle unter anderem eine Fotowerkstatt, eine Stelle zur Erhaltung des Bestandes und eine Kooperation mit der Landesdenkmalpflege. Der erste Leiter des Landesarchivs war Bernhard Post.
- Abteilung 1: Staatsarchiv Altenburg
- Abteilung 2: Staatsarchiv Gotha
- Abteilung 3: Staatsarchiv Greiz
- Abteilung 4: Staatsarchiv Meiningen
- Abteilung 5: Staatsarchiv Rudolstadt
- Abteilung 6: Hauptstaatsarchiv Weimar

## Leitung
- 2016–2018 Bernhard Post
- 2018: Stefan Biermann (kommissarisch)
- 2019–2021 Dieter Marek (kommissarisch)[6][7]
- Seit 1. Mai 2021 Thomas Wagner